# Chris McAlister
Christopher James McAlister (* 14. Juni 1977 in Pasadena, Kalifornien) ist ein ehemaliger US-amerikanischer American-Football-Spieler auf der Position des Cornerbacks. Er spielte für die Baltimore Ravens und die New Orleans Saints in der National Football League (NFL).
McAlister spielte College Football für die University of Arizona. Er wurde 1999 in der ersten Runde der NFL Draft an zehnter Stelle von den Baltimore Ravens ausgewählt und spielte dort bis 2008. Mit diesen konnte er in seinem zweiten Jahr den Super Bowl XXXV gegen die New York Giants mit 34:7 gewinnen. In dem Spiel konnte McAlister auch eine wichtige Interception am Ende der ersten Halbzeit fangen, wodurch die Giants die erste Hälfte ohne Punktgewinn beendeten. Beim Monday-Night-Football-Spiel am 30. September 2002 gegen die Denver Broncos stellte er auch den Rekord für den längsten Returntouchdown nach einem missglückten Field Goal mit 107 Yards auf. Dieser Rekord wurde später von Nathan Vasher und Devin Hester um ein Yard auf 108 erhöht und 2007 schließlich von Antonio Cromartie auf 109 Yard erhöht. Zur Saison 2009 wurde er an die New Orleans Saints abgegeben. Dort wurde er jedoch schon wieder 8. Dezember, zwei Monate bevor die Saints den Super Bowl XLIV gewannen, entlassen.